# Paramount Network (España)
Paramount Network (anteriormente, Paramount Channel) es un canal de televisión en abierto español, propiedad de Paramount Skydance Corporation y operado por Net TV. La programación del canal se basa en películas, series, programas de humor y de telerrealidad. Paramount Network fue lanzado el 30 de marzo de 2012, con la película El padrino.

## Historia
Paramount Network fue lanzado el 30 de marzo de 2012, con la película El padrino. Empezó sus emisiones en el antiguo canal de La 10, que llevaba ya tres meses emitiendo La Tienda en Casa debido a que Vocento no pudo asentar un canal generalista y firmó un contrato de alquiler con Paramount.
Estaba presente en el dial que antes ocupó La 10, ya que su presencia en la TDT española ha sido posible gracias a un acuerdo entre Viacom International Media Networks (VIMN), la actual propietaria de los estudios Paramount, y el grupo de comunicación Vocento.
Tras las eliminación de Intereconomía TV de la TDT (excepto Madrid y Sagunto), el canal pasó a ocupar esta frecuencia desde el 6 de mayo de 2014 como consecuencia de una sentencia del Tribunal Supremo de Justicia, que anuló las concesiones de emisión TDT para nueve canales, por haber sido otorgadas sin el preceptivo concurso público que rige la Ley General de Comunicación Audiovisual.
Desde 2015, junto con el cine que ya venía emitiendo, el canal empezó a introducir series, como El príncipe de Bel Air o La Señora. Ya en 2018, aumentó la presencia de estas en el daytime, incluyendo el programa documental Informe Criminal.
Por su parte, el 10 de junio de 2018, Paramount Channel fue relanzado como Paramount Network.

## Programación
La programación del canal abarca géneros como drama, comedia, acción, thriller, animación, películas del oeste, de terror y clásicos de la historia del cine, así como programas de telerrealidad.

### Programación
- Alice Nevers
- Atrapa a un ladrón
- A un paso del cielo
- Agatha Christie: Miss Marple
- Agatha Christie's Poirot
- Alaska y Mario
- Alice Nevers
- Cazatesoros
- Central de cómicos
- Cinexpress
- Candice Renoir
- Colombo
- Diagnóstico asesinato
- Don Matteo
- El príncipe de Bel Air
- Embrujadas
- El detective Endeavour
- Fotogramas TV
- Gotham
- Grantchester
- Houdini y Doyle
- Informe criminal
- La casa de la pradera
- La Señora
- Los asesinatos de Midsomer
- Los misterios de Murdoch
- Los misteriosos asesinatos de Miss Fisher
- Los vecinos en guerra
- Man in an Orange Shirt
- Mary Higgins Clark
- MovieBerto
- NCIS: Los Angeles
- NCIS: Nueva Orleans
- Padre Brown
- Papel pintado
- Pata negra
- Peliculeros
- Scorpion
- Se ha escrito un crimen
- Sherlock
- The Librarians
- Unidad de investigación
- Waco
- Yellowstone
- Toda clase de películas y series producidas o distribuidas por Paramount Pictures Corporation-Paramount Global

## Audiencias
| Año  | Enero | Febrero | Marzo | Abril | Mayo | Junio  | Julio | Agosto | Septiembre | Octubre | Noviembre | Diciembre | Media anual |
| ---- | ----- | ------- | ----- | ----- | ---- | ------ | ----- | ------ | ---------- | ------- | --------- | --------- | ----------- |
| 2012 | -     | -       | -     | 1,1%  | 1,1% | 1,0%** | 1,1%  | 1,1%   | 1,2%       | 1,2%    | 1,2%      | 1,2%      | 0,8%        |
| 2013 | 1,2%  | 1,1%    | 1,3%  | 1,3%  | 1,3% | 1,4%   | 1,4%  | 1,6%   | 1,6%       | 1,6%    | 1,6%      | 1,7%      | 1,4%        |
| 2014 | 1,7%  | 1,5%    | 1,6%  | 1,6%  | 1,9% | 2,1%   | 2,1%  | 2,2%   | 2,1%       | 2,0%    | 1,9%      | 1,9%      | 1,9%        |
| 2015 | 2,1%  | 2,0%    | 2,0%  | 1,9%  | 1,9% | 2,0%   | 2,4%* | 2,1%   | 2,0%       | 2,0%    | 2,1%      | 2,0%      | 2,2%        |
| 2016 | 1,9%  | 1,9%    | 1,9%  | 1,6%  | 1,6% | 1,6%   | 1,8%  | 1,9%   | 1,8%       | 1,7%    | 1,7%      | 2,0%      | 1,8%        |
| 2017 | 1,8%  | 1,8%    | 1,8%  | 1,9%  | 2,0% | 2,1%   | 2,2%  | 2,2%   | 1,9%       | 1,8%    | 1,8%      | 2,0%      | 1,9%        |
| 2018 | 1,8%  | 1,8%    | 1,7%  | 1,6%  | 1,7% | 1,7%   | 1,7%  | 1,9%   | 1,7%       | 1,8%    | 1,7%      | 1,9%      | 1,8%        |
| 2019 | 1,8%  | 1,9%    | 2,0%  | 2,1%  | 1,9% | 1,9%   | 1,8%  | 1,9%   | 1,7%       | 1,7%    | 1,7%      | 1,8%      | 1,9%        |
| 2020 | 1,7%  | 1,8%    | 1,9%  | 1,9%  | 1,8% | 1,8%   | 1,7%  | 1,8%   | 1,7%       | 1,7%    | 1,7%      | 1,7%      | 1,8%        |
| 2021 | 1,7%  | 1,7%    | 1,6%  | 1,8%  | 1,7% | 1,6%   | 1,7%  | 1,7%   | 1,7%       | 1,8%    | 1,7%      | 1,6%      | 1,7%        |
| 2022 | 1,7%  | 1,7%    | 1,6%  | 1,8%  | 1,8% | 1,8%   | 1,6%  | 1,5%   | 1,5%       | 1,3%    | 1,3%      | 1,3%      | 1,4%        |
| 2023 | 1,2%  | 1,2%    | 1,3%  | 1,3%  | 1,3% | 1,4%   | 1,4%  | 1,5%   | 1,5%       | 1,5%    | 1,5%      | 1,5%      | 1,4%        |
| 2024 | 1,5%  | 1,4%    | 1,5%  | 1,5%  | 1,5% | 1,5%   | 1,4%  | 1,5%   | 1,5%       | 1,6%    | 1,5%      | 1,5%      | 1,5%        |
| 2025 | 1,5%  | 1,4%    | 1,4%  | 1,5%  | 1,5% | 1,4%   | 1,4%  |        |            |         |           |           |             |

* Máximo histórico. | ** Mínimo histórico.
- El 30 de julio de 2015, el canal consiguió su récord histórico con un gran 2,4%, superando su posición del 2 de julio con un 2,2% de cuota de pantalla. El 30 de julio, la película más vista fue Norbit.

## Imagen corporativa

Logo de Paramount Network desde 2018 hasta 2025
Variante del logo utilizado como mosca desde 2018 hasta 2025
Logo de Paramount Network desde 2025